# 児島和人
児島 和人（こじま かずと、1933年2月5日 - ）は、日本の社会学者。東京大学名誉教授。

## 来歴
長野県長野市生まれ。1958年東京大学文学部社会学科卒、NHK放送文化研究所所員、NHK放送世論調査所主任研究員、1971年東大大学院社会科学研究科博士課程満期退学、1977年埼玉大学助教授、1983年東京大学新聞研究所助教授、1985年教授、1992年社会情報研究所教授、1993年定年退官、専修大学文学部教授、2003年定年。

## 著書
- 『マス・コミュニケーション受容理論の展開』東京大学出版会 1993

### 共編著
- 『現代マス・コミュニケーション論 全体像の科学的理解をめざして』竹内郁郎共編 有斐閣大学双書 1982
- 『マス・コミュニケーション効果研究の展開』田崎篤郎共編著 北樹出版 1992
- 『高度情報化社会における人間のくらしと学び 1　変わるメディアと社会生活』橋元良明共編著 ミネルヴァ書房 1996
- 『表現する市民たち 地域からの映像発信』宮崎寿子共編著 日本放送出版協会 NHKブックス 1998
- 『メディア・コミュニケーション論』竹内郁郎, 橋元良明共編著 北樹出版 1998
- 『個人と社会のインターフェイス メディア空間の生成と変容』編 新曜社 1999
- 『講座社会学 社会情報』編 東京大学出版会 1999

### 翻訳
- J.カラン, M.グレヴィッチ編『マスメディアと社会 新たな理論的潮流』相田敏彦共監訳 勁草書房 1995
- カレン・ロス, バージニア・ナイチンゲール『メディアオーディエンスとは何か』高橋利枝,阿部潔共訳 新曜社 2007

## 参考
- 『現代日本人名録』2002年
- 児島和人教授 履歴・業績 専修人文論集 2003-03